# ريوتا هاياشي
ريوتا هاياشي (باليابانية: 林隆太؛ بالكانا: ハヤシ リュウタ) هو لاعب كرة قدم ياباني في مركز الدفاع، ولد في 3 يناير 1990 في غيفو في اليابان. لعب مع FC Gifu Second ‏.